# グライドパス

ローカライザとグライドスロープの信号発信パターン

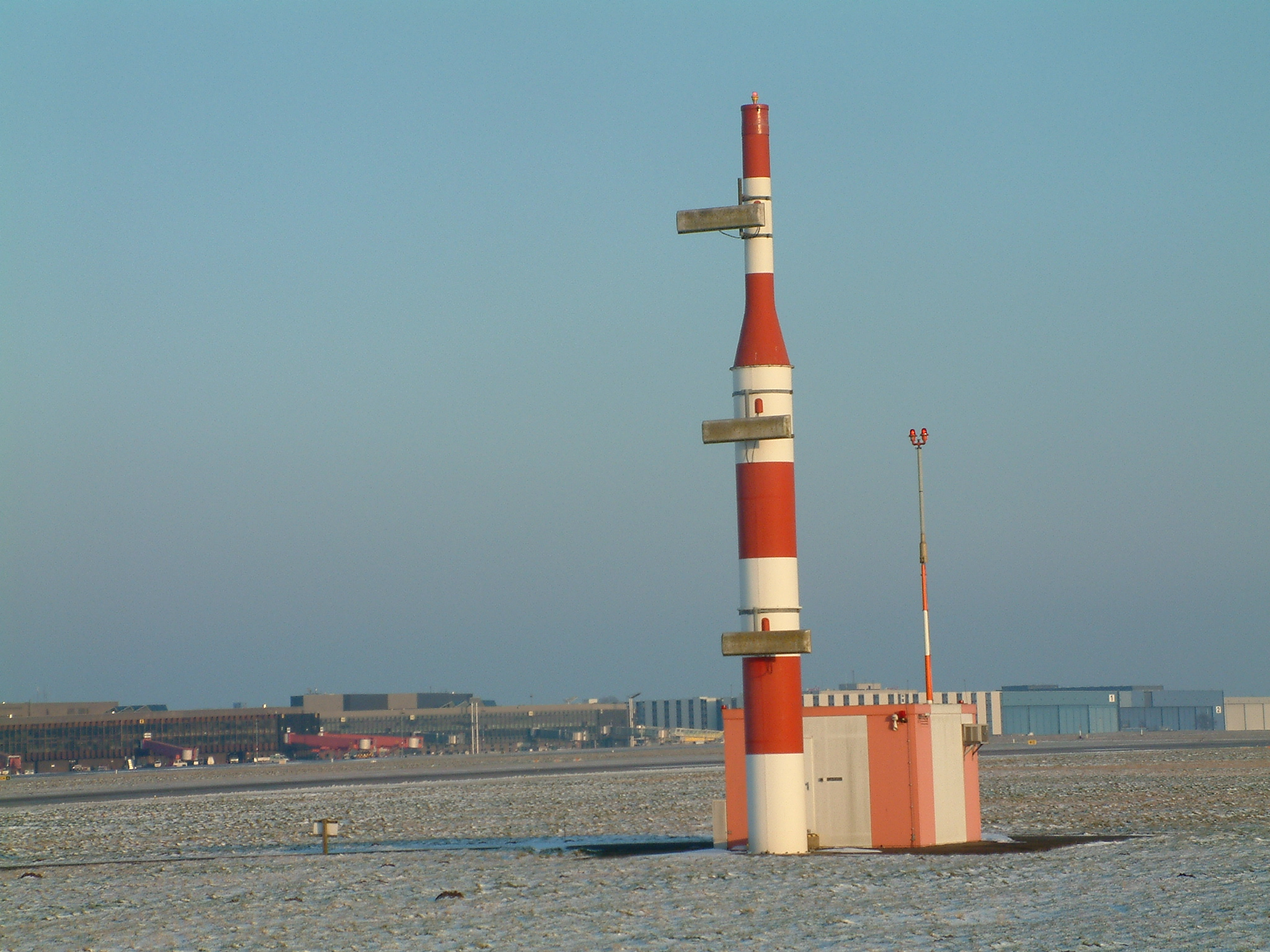
ハノーファー空港滑走路09R用のグライドスロープシグナル送信タワー

航空業界における計器着陸装置のグライドパス（glide path）は、主にグライドパス(G/P)やグライドスロープ(G/S)を指し、計器着陸装置に組み込まれ、最適な降下経路からの航空機の垂直方向のずれを示す垂直誘導システム。

## 作動原理
グライドスロープステーションは、滑走路中心線から約250～650フィート、滑走路接地帯から750～1250フィートずらして設置され、滑走路に隣接しているタワーに設置したフェーズド・アレイ・アンテナを用いる。グライドスロープは328～336MHzの極超短波(UHF)周波数帯の電波を送信している。ローカライザと同様に、グライドスロープシグナルは90～150Hzに変調した音波を搬送波に乗せている。グライドスロープシグナルの中心は地平線上から約3°のグライドパスに設定されている。

## 搬送波周波数の組み合わせ
ローカライザ(LOC)とグライドスロープ(G/S)搬送波周波数はが紐づけられ、電波航法装置がグライドスロープ周波数に対応する選択されたローカライザ周波数に自動的にチューニングする。ローカライザシグナルは110MHz前後、グライドスロープシグナルは330MHz前後の周波数である。
ローカライザ搬送波周波数は108.10～11.95MHzの間である(100kHzの小数点第1桁は常に奇数であるため、108.10、108.15、108.30などはローカライザ周波数であり、他の目的には使用されない。)。
2つのシグナルが40のILS周波数チャンネルのうち1チャンネルから90Hz、もう1つは150Hzに変調されたシグナルが送信される。これらは、同位置に配置されたフェーズドアレイアンテナから送信される。